# تارسته (شهرستان هیو)
تارسته (به لاتین: Tareste) یک منطقهٔ مسکونی در استونی است که در دهستان پوهالپا واقع شده‌است.